# Ramon Cabrera Argüelles
Ramon Cabrera Argüelles (sinh 1944) là một Giám mục người Philippines của Giáo hội Công giáo Rôma. Ông nguyên là Tổng giám mục chính tòa Tổng giáo phận Lipa, Giám mục Phụ tá Giáo phận Manila và Tổng Tuyên úy Quân đội Philippines.

## Tiểu sử
Tổng giám mục Ramon Cabrera Argüelles sinh ngày 12 tháng 11 năm 1944 tại Thành phố Batangas, thuộc Philippines. Sau áu trình tu học dài hạn tại các cơ sở chủng viện theo quy định của Giáo luật, ngày 21 tháng 12 năm 1969, ở tuổi 25, Phó tế Argüelles tiến đến việc được truyền chức linh mục.
Với gần 25 năm thực hiện các công việc mục vụ, linh mục Argüelles trở thành một linh mục dày dặn kinh nghiệm quản lý chăm sóc công đoàn. Ngày 26 tháng 11 năm 1993, tin tức từ Tòa Thánh loan báo việc Giáo hoàng đã quyết định tuyển chọn linh mục Ramon Cabrera Argüelles làm Giám mục, cụ thể với chức danh Giám mục Phụ tá Tổng giáo phận Manila và danh hiệu Giám mục Hiệu tòa Ros Cré. Lễ tấn phong cho tân giám mục được cử hành cách trọng thể sau đó vào ngày 6 tháng 1 năm 1994, với vị chủ tế cũng như chủ phong là Giáo hoàng Gioan Phaolô II, giáo hoàng, Thượng phụ Tây Phương. Hai vị khác trong vai trò phụ phong gồm có Tổng giám mục Giovanni Battista Re, Thành viên Văn phòng Phủ Quốc vụ khanh Tòa Thánh và Tổng giám mục Giuseppe (Josip) Uhac, Tổng Thư kí Thánh bộ Loan báo Phúc dâm cho Các dân tộc [tên gọi cũ là Bộ Truyền giáo]. Tân giám mục chọn cho mình châm ngôn:Servus ancillæ filius.
Hơn một năm sau đó, Tòa Thánh bất ngờ thuyên chuyển Giám mục Argüelles làm Tổng Tuyên úy Quân đội Philippines. Gần mười năm phục vụ trong quân đội với vai trò là một lãnh đạo tinh thần, ngày 14 tháng 5 năm 2004, tin tức từ Tòa Thánh cho biết, Giáo hoàng quyết định thuyên chuyển Giám mục Ramon Cabrera Argüelles vào vị trí mới, thăng hàm Tổng giám mục chính tòa Tổng giáo phận Lipa. Hơn hai tháng sau đó, ngày 16 tháng 7 cùng năm, Tân Tổng giám mục đã đến nhận nhiệm sở của mình.
Ngày 2 tháng 2 năm 2017, Tòa Thánh thông cáo chấp thuận đơn xin từ nhiệm của vị Tổng giám mục 73 tuổi vì lý do sức khỏe, chấm dứt gần 13 năm trên cương vị người lãnh đạo Tổng giáo phận Lipa của ông. Tòa Thánh cũng loan báo chọn Giám mục Gilbert Armea Garcera làm Tổng giám mục kế vị Lipa.